# Hebridochernes monstruosus
Hebridochernes monstruosus är en spindeldjursart som beskrevs av Beier 1966. Hebridochernes monstruosus ingår i släktet Hebridochernes och familjen blindklokrypare. Inga underarter finns listade i Catalogue of Life.